# François d'Argouges (1654-1716)
Pour les articles homonymes, voir François d'Argouges.
François d'Argouges, né en 1654 à Paris et mort le 15 mars 1716, est un ecclésiastique catholique français qui fut évêque de Vannes pendant 24 ans, de décembre 1687 à sa mort.

## Biographie
Il est le fils de François d'Argouges, premier président au Parlement de Bretagne (1661-1677) conseiller au conseil royal des Finances (1685-1695) et de Madeleine de Hodicq. Par sa mère il est apparenté à la famille Phélypeaux. Son frère Florent III (1647-1719) maitre des requêtes  est successivement intendant de Moulins en 1686 puis de Dijon en 1688.
Il effectue ses études essentiellement à l'université de Paris. Il obtient sa maîtrise ès arts en septembre 1672, sa licence en théologie en 1680 et son doctorat en 1683. Il est ordonné prêtre en août 1682 et pourvu en commende de l'abbaye du Valasse près d'Yvetot dans le diocèse de Rouen dès 1678

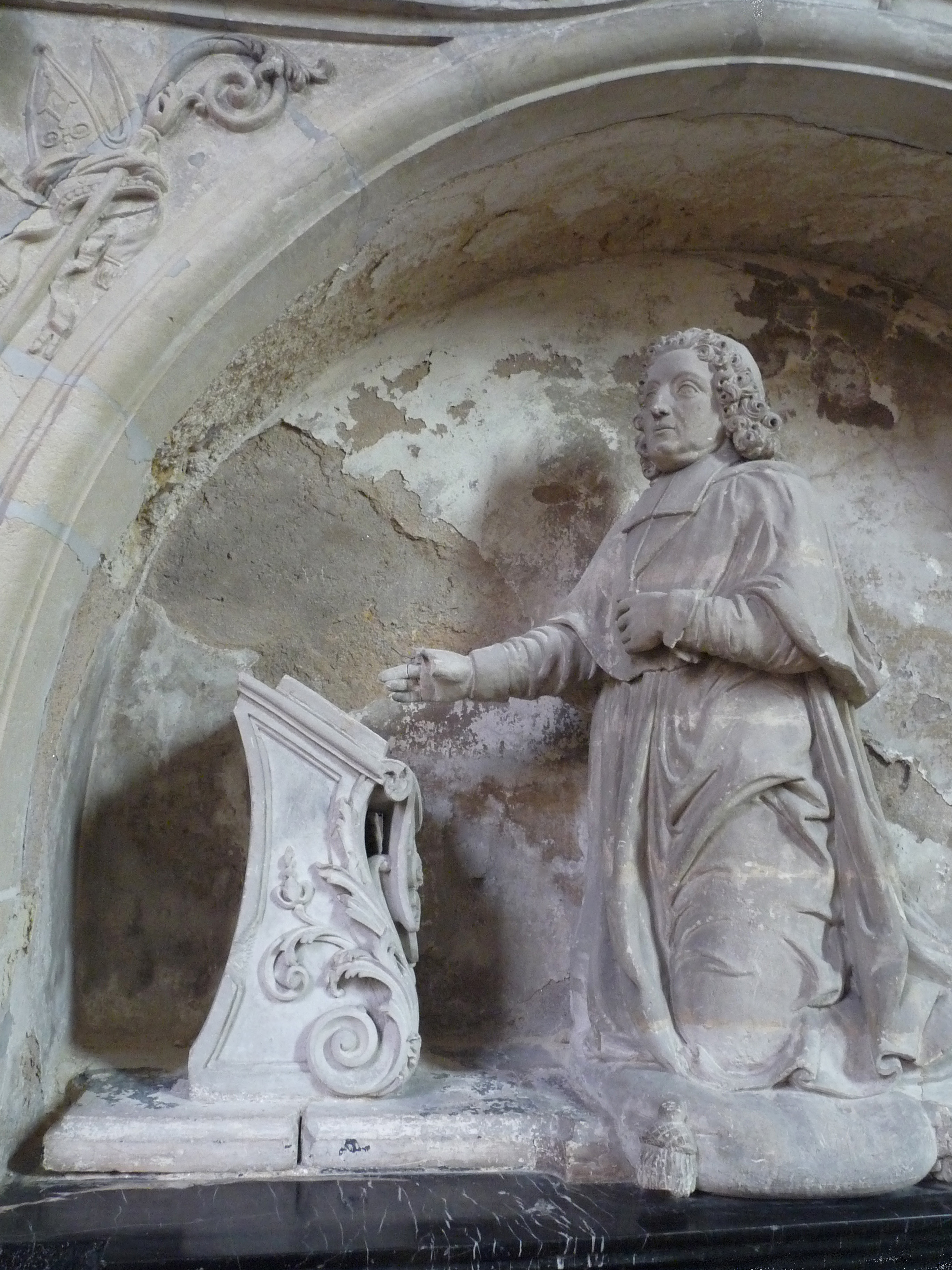
Statue en la cathédrale Saint-Pierre de Vannes.

Il est nommé évêque de Vannes le 24 décembre 1687 et administre d'abord son diocèse comme vicaire capitulaire car du fait de l'affaire de la régale, il n'est seulement confirmé que le 4 février 1692 et consacré le 30 mars suivant par Gabriel de Roquette évêque d'Autun. Au cours de son épiscopat il se montre un prélat actif contre le quiétisme et le jansénisme.